# 李继之
李继之（1910年—1993年），男，直隶（今河北）蠡县人，中国教育思想家、教育管理专家，曾任天津师范学院党委书记、院长，天津师范大学党委书记、校长，第六届全国政协委员。